# 奧姆斯特德縣
奧姆斯特德縣（英語：Olmsted County）是美國明尼蘇達州東南部的一個縣。面積1,695平方公里。根據美國2000年人口普查，共有人口124,277人。縣治羅徹斯特 (Rochester)。
成立於1855年2月20日，縣名紀念州府聖保羅首任市長大衛·奧姆斯特德。